# Antheraea confusa
Antheraea confusa är en fjärilsart som beskrevs av Friedrich Wilhelm Niepelt 1932. Antheraea confusa ingår i släktet Antheraea och familjen påfågelsspinnare. Inga underarter finns listade i Catalogue of Life.